# Macrogena rudentiger
Macrogena rudentiger är en kvalsterart som beskrevs av Hammer 1967. Macrogena rudentiger ingår i släktet Macrogena och familjen Ceratozetidae. Inga underarter finns listade i Catalogue of Life.